# The Atomic Fireballs
The Atomic Fireballs es una banda estadounidense de rock and roll liderada por el vocalista y compositor John Bunkley. El grupo se formó en 1996 y la alineación consistía de Bunkley en la voz, James Bostek en trompetas, Tony Buccilli en trombón, Duke Kingins como guitarrista, Shawn Scaggs en el bajo, Eric Schabo en el saxo tenor, Geoff Kinde en la batería y Randy Sly en el piano. La banda fue descubierta por el mánager de Kid Rock, Michael Rand. Rand les consiguió inicialmente un contrato con Lava Records, aunque nunca grabaron ningún disco bajo esa disquera.
The Atomic Fireballs han lanzado dos álbumes de estudio al mercado: Birth of the Swerve, publicado de manera independiente en 1998 y Torch This Place, publicado bajo el sello Atlantic Records en 1999. El mayor éxito de la banda, la canción "Man with the Hex", fue incluida en las bandas de sonido de las películas American Pie, Scooby-Doo y The Haunted Mansion, además de ser usada en algunas series de televisión como Dawson's Creek.

## Discografía
- Birth of the Swerve (1998)
- Torch This Place (1999)